# NGC 3468
NGC 3468 este o astronomical radio source⁠(d) situată în constelația Ursa Mare. A fost descoperită în 18 martie 1787 de către William Herschel.